# 比流王
比流王（ひりゅうおう、生年不詳 - 344年）は百済の第11代の王（在位：304年 - 344年）であり、第6代の仇首王の第2子。諱・諡は伝わっていない。304年10月に先代の汾西王が楽浪太守の刺客に殺された際、汾西王の王子がみな幼少であったために臣民に推戴されて比流王が王位についた。子に近肖古王。

## 概要
仇首王の第1子とされる第7代の沙伴王は兄にあたるが、兄の沙伴王は234年に即位、弟の比流王は304年に即位したとされている。兄弟が70年間の差を開けて即位したとは考えにくい。
K.J.H. GARDINERは、比流王を、百済の初代王・温祚王の兄である沸流と同一人物と見て、比流王以前の10人の百済王は虚構とした。

## 治世
国外との交流・交戦はなく、337年に新羅の使者が訪問してきたことを伝えるのみである。国内では312年に慰問使を巡回させ、寡婦・寡夫や独り身で自活できないものに穀物を一人につき三石賜った。また、320年には射台を宮殿西部に設けて毎月2回の軍事訓練をさせるようにするなど、国力の増強に努めた。しかし、327年には王の庶弟であり内臣佐平（1等官）でもあった優福が北漢山城（京畿道広州市）で反乱を起こしたり、331年には旱魃続きで不作となり人々が互いに殺して人肉を食い合うようになるなど、必ずしも国力増強には至らなかった。344年10月に在位41年にして死去した。